# Cécile Kyenge
Cécile Kyenge Kashetu (Kambove, Katanga, 28 de agosto de 1964) es una oftalmóloga y política italiana nacida en la República Democrática del Congo.

## Biografía

### Infancia y juventud
Pertenece a la etnia bakunda, nacida en una familia polígama. Su padre tuvo cuatro esposas y 39 hijos. 
Emigró a Italia a los 18 años, para realizar sus estudios. Vive en Castelfranco Emilia. 
Casó con un ingeniero italiano y tiene dos hijos. 

### Carrera política
Fue nombrada Ministra de Integración y Cooperación Internacional, del gobierno de Enrico Letta, siendo la primera ministra afrodescendiente en el país.
Desde que llegó a ser ministra, recibió toda clase de insultos racistas, principalmente de militantes y diputados de Forza Nuova y de la Liga Norte. 
El 9 de mayo de 2013, una pancarta xenófoba fue colgada en frente de la sede del Partido Democrático en Macerata, cerca del Adriático. Ésta decía: « Kyenge, regresa al Congo ». Luego, este partido añadió en un comunicado lo siguiente: « No podemos rebajar a la ciudadanía italiana con elementos extranjeros para nuestra cultura, como no podemos obligar a los ciudadanos a aplaudir un modelo de sociedad multirracial como el del suburbio parisino ». También diputados de extrema derecha defendieron la xenofobia, como el exsenador de Liga Norte, Erminio Boso: « Yo soy racista, nunca lo he negado. La Ministra Kyenge debe quedarse en casa, en el Congo. Es un extraño en mi casa. ¿Quién ha dicho que ella es italiana? Su nombramiento fue una gran mierda ». También se sumó Mario Borghezio, diputado de Liga Norte y miembro del Parlamento Europeo: « Es una elección de mierda, un elogio a la incompetencia. Tiene la cabeza de un ama de casa ».
Pero otro escándalo de mayor envergadura se produjo el 13 de junio de ese mismo año, cuando la consejera de la Liga Norte en Padua, Dolores Valadro, comentó en Facebook una noticia, que estaba publicada en un portal web de marcado carácter racista titulada como Todos los crímenes de los inmigrantes, sobre la violación de dos mozas rumanas por un africano. « Pero, ¿no hay nadie que la viole para que así pueda comprender lo que siente la víctima de tan doloroso delito? ¡Vergüenza! ». Este comentario iba acompañado por la foto de la ministra. Pese a que, unas horas más tarde, Dolores Valadro se apresuró a pedir disculpas a la ministra ante los micrófonos de una emisora de radio italiana, la polémica era imparable y recorría ya la esfera pública y las redes sociales. La Liga Norte anunció su expulsión del partido. El 17 de julio fue condenada a 13 meses de prisión y 3 años de inhabilitación.
El 14 de julio se dio otra polémica cuando el vicepresidente del Senado de Italia, Roberto Calderoli, la comparó con un orangután durante un acto de su partido, Liga Norte, en Treviglio, en el norte de Italia.

Yo me consuelo cuando navego en Internet y veo las fotografías del Gobierno. Amo a los animales, a los osos y lobos como es conocido, pero cuando veo las imágenes de Kyenge no puedo dejar de pensar, aunque no digo que lo sea, en las facciones de orangután.
Roberto Calderoli, domingo 14 de julio de 2013

Además dijo:

Hace bien en ser ministra, pero lo debería hacer quizá en su país.

Más tarde, en una entrevista con el diario La Repubblica, aseguró que su comentario no tuvo nada de racista ni ofensivo.
La ministra quiso quitar hierro al asunto y consideró aquello como una ofensa más y dijo estar triste por la mala imagen que da a Italia. Contó también al diario Corriere della Sera que recibe a diario insultos y amenazas de muerte. Muchos partidarios de izquierda y centro-izquierda pidieron a Calderoli que dimita y el gobierno reprobó su conducta, incluso el primer ministro Enrico Letta pidió que dimita. Dos días después Calderoli pidió disculpas y la polémica quedó zanjada.
Reiterando las agresiones racistas contra la ministra, el 27 de julio, en una fiesta progresista del Partido Demócrata en la localidad de Cervia del noreste de Italia, uno de algunos militantes infiltrados de la ultraderecha Fuerza Nueva lanzó dos plátanos hacia el escenario donde Kyenge estaba dando un discurso. Los agresores se escaparon enseguida. Kyenge trató de minimizar la situación afirmando sólo que mucha gente se muere de hambre y que no vale desperdiciar la comida.
El 14 de septiembre del 2013, el futbolista de origen africano Mario Balotelli no se presentó en un acto sobre integración y racismo porque prefirió dormir. La ministra minimizó el escándalo añadiendo que «agradece la transparencia y sinceridad» del descortés futbolista.
En 2014 fue elegida eurodiputada por el Partido Democrático.

## Ideología
En una entrevista, afirmó « no ser de color, sino ser negra », también elogió a jugadores como Mario Balotelli y Angelo Ogbonna y dijo estar a favor de una Italia multirracial y sin prejuicios.